# Rosulabryum rubens
Rosulabryum rubens là một loài Rêu trong họ Bryaceae. Loài này được (Mitt.) J.R. Spence mô tả khoa học đầu tiên năm 2009.